# داریل واتسون
داریل واتسون (انگلیسی: Daril Watson؛ ۱۷ اکتبر ۱۸۸۸ – ۱ ژوئیه ۱۹۶۷) فرد نظامی اهل بریتانیا بود. وی برندهٔ جوایزی همچون صلیب نظامی شده است.
داریل واتسون، متولد ۱۷ اکتبر ۱۸۸۸، در مدرسه مرسرز تحصیل کرد و با شروع جنگ جهانی اول در اوت ۱۹۱۴، به ارتش بریتانیا پیوست و به گردان دهم، تفنگداران سلطنتی، پیوست. او سال بعد به پیاده‌نظام سبک هایلند اعزام شد و در گردان دوازدهم این هنگ خدمت کرد و در سال ۱۹۱۷، همان سال ازدواجش، نشان صلیب نظامی دریافت کرد.
پس از تحصیل در کالج ستاد، کمبرلی از سال ۱۹۲۴ تا ۱۹۲۵، واتسون در سال ۱۹۲۸ به پیاده‌نظام سبک دوک کورنوال منتقل شد و در سال ۱۹۳۴ به عنوان فرمانده گردان اول، پیاده‌نظام سبک دوک کورنوال، منصوب شد. در سال ۱۹۳۷ به عنوان فرمانده مدرسه افسران ارشد، بلگاوم، در هند منصوب شد.
واتسون در جنگ جهانی دوم خدمت کرد، ابتدا به عنوان سرتیپ در ستاد کل فرماندهی شرقی و سپس به ستاد کل سپاه سوم منتقل شد. او در سال ۱۹۴۰ به عنوان افسر کل فرمانده لشکر دوم پیاده‌نظام در هند و در سال ۱۹۴۱ به عنوان مدیر وظایف ستاد در دفتر جنگ منصوب شد. در سال ۱۹۴۲ به عنوان معاون رئیس ستاد کل امپراتوری و سپس معاون آجودان کل منصوب شد. در سال ۱۹۴۴ به عنوان افسر کل فرمانده کل فرماندهی غربی منصوب شد.
واتسون که در ۱۷ اوت ۱۹۴۶ به درجه ژنرالی ارتقا یافت، در سال ۱۹۴۶ به عنوان سرتیپ کل نیروها منصوب شد و در سال ۱۹۴۷ بازنشسته شد.
در دوران بازنشستگی، واتسون عضو هیئت مدیره کمیسیون حمل و نقل بریتانیا شد.